# Gnomoniaceae
Die Gnomoniaceae bilden eine Familie der Schlauchpilze aus der Ordnung der Diaporthales.

## Merkmale
Laut Monod (1983) sind die Gnomoniaceae charakterisiert durch eingesenkte Fruchtkörper (Ascomata) einzeln ohne Stroma oder in Aggregaten zusammengefasst in reduzierten prosenchymatischem Stromata in krautigen Pflanzen, besonders in Blättern und Sprossachse, aber auch in Holz. Die Ascomata sind generell weich strukturiert, dünnwandig und prosenchymatisch mit zentraler oder lateraler Ausstülpung.
Die Asci können einen ausgeprägten Apikalring besitzen mit generell kleinen Ascosporen, die weniger als 25 µm lang sind, die septiert oder unseptiert sein können.
Die Anamorphe sind acervular oder pyknidial, meist mit einer breiten Öffnung und phialidischen meist unseptierten Konidien.

## Ökologie
Gnomoniaceen kommen meist an Hartholzbäumen vor, aber auch an Nadelbäumen wie bei der Anamorphen-Gattung Sirococcus. Es wurden mehrere Krankheiten beschrieben, die sie auslösen, die aber auch als Endophyten beschrieben wurden.

## Gattungen (Auswahl)
- Gnomonia: eventuell nicht monophyletisch[3]
- Gnomoniella: Erreger der Blattbräune bei u. a. Hainbuche und Haselnuss
- Apiognomonia: Erreger der Blattbräune bei Eichen, Buchen und Platane
- Cryptodiaporthe: Cryptodiaporthe populea ist der Erreger des Rindenbrands der Pappel[4]
- Cryptosporella
- Pleuroceras:
  - Pleuroceras pseudoplatani: Erreger der Bergahorn-Blattbräune
- Sirococcus: nur die Anamorphe ist bekannt. Rufen Anthraknose bei z. B. Hartriegel und Butternuss hervor.

Mazzantia wird neuerdings zu den Diaporthaceae gestellt.